# Совокупная стоимость владения
Совокупная стоимость владения или стоимость жизненного цикла (англ. total cost of ownership, TCO) — общая величина целевых затрат, которые вынужден нести владелец с момента начала реализации вступления в состояние владения до момента выхода из состояния владения и исполнения владельцем полного объёма обязательств, связанных с владением.
Универсальной методики определения (расчёта) совокупной стоимости владения не существует, поскольку, в зависимости от объекта владения характеристики владения, структура затрат и принципы их определения могут различаться в значительной степени. Однако существуют общие подходы разработки стоимости жизненного цикла.
Для определения совокупной стоимости владения разрабатываются специализированные методики, ориентированные на определённый объект владения и предназначенные для определения общей величины затрат на технику, оборудование, информационные системы и пр., рассчитывающихся на всех этапах жизненного цикла.
Ключевым принципом, реализуемым при разработке методик определения совокупной стоимости владения, является системный подход.
Для укрупнённой оценки стоимости владения могут применяться упрощённые методики расчёта TCO, выявляющие, прежде всего, структуру затрат, и дающие представление о вероятных потерях в процессе владения. Несмотря на то, что большинство затрат могут быть определены заранее либо спрогнозированы с высокой точностью, некоторые затраты носят вероятностный характер, что влечёт за собой риск существенных отклонений действительных расходов от прогнозных (расчётных).